# Кетрін Бушнелл
Кетрін Бушнелл (англ. Katharine Bushnell; при народженні Софія Керолайн Бушнелл; 5 лютого 1855, Еванстон, штат Іллінойс — 26 січня 1946) — американська лікарка, християнська письменниця, дослідниця Біблії, соціальна активістка і провісниця феміністичної теології. Все життя прагнула до біблійного утвердження цілісності та рівності жінок і опублікувала книгу «Слово Боже до жінок» як виправлення помилкового перекладу та неправильного тлумачення Біблії. Як місіонерка і лікарка, Бушнелл працювала над реформуванням умов людської деградації в Північній Америці, Європі та Азії. Була визнана сильною і харизматичною ораторокою.

## Юність і освіта
Народившись 5 лютого 1856 року в Еванстоні, штат Іллінойс, або «великій методистській Мецці північного заходу» і її християнський світогляд був міцно вкорінений з самого дитинства. Вона виросла в розпал релігійних змін; методисти в її громаді прагнули бути вірними в усіх сферах свого життя, водночас прагнучи популярності та успіху. З цим переходом відбулося зміщення фокусу з окремої людини на спільноту в цілому, зміна філософії, яка в кінцевому підсумку вплинула на життєвий шлях Бушнелл.
Із раннього дитинства Бушнелл виявила бажання продовжити свою освіту і відвідувала Жіночий Північно-Західний коледж — нині відомий як Північно-Західний університет — з 1873—1874 років. Тут вона навчалася під керівництвом декана Френсіс Віллард, яка надихнула Бушнелл на кар'єру в галузі соціальної справедливості. Після «Нортвестерну» Бушнелл знайшов іншого наставника в особі доктора Джеймса Стюарта Джувелл. Каталізатор її інтересу до медицини, доктор Джувелл переконав Бушнелл вивчати медицину в Чиказькому жіночому медичному коледжі, де вона спеціалізувалася на нервових захворюваннях. Цілеспрямована та розумна учениця закінчила навчання на три роки раніше своїх одноліток. Отримавши ступінь бакалавра та магістра, Бушнелл спочатку планувала вступити до аспірантури, але її рідна церква переконала її у 1879 році поїхати до Китаю медичною місіонеркою.

## Рання кар'єра

### Лікарка в Китаї
Бушнелл працювала лікаркою у Цзюцзяні, Китай, з 1879 по 1882 рік. Після приїзду вона спочатку планувала відкласти відкриття своєї практики, а спершу навести лад у своїх справах і вивчити місцеву мову. Однак вона швидко була завалена відвідувачами та відвідувачками, які шукали медичної допомоги, і, не маючи змоги відмовити їм у благаннях, вилікувала сотні хворих. У відповідь на процвітаючу практику подруги, до Китаю приїхала докторка Елла Ґілкріст, щоб допомогти Бушнелл, але спекотне літо виявилося нестерпним. У 1882 році обидві жінки захворіли і невдовзі були змушені повернутися додому.
Знеохочена цією перерваною місією, Бушнелл пішла з відчуттям, що «все її життя було невдалим». Але саме в Китаї вона вперше надихнулася вивчати переклади Біблії. Відкидаючи китайську традиційну медицину, Бушнелл все ж вивчала китайську культуру ближче, ніж місіонери, які були до неї. Вона з обуренням помітила, що китайська Біблія змінила товаришів Павла з жінок на чоловіків, і після цього пообіцяла присвятити частину свого життя виключно «прискіпливому дослідженню чоловічих упереджень, які спотворили англійський текст». Хоча це не підтверджено, багато джерел стверджують, що Бушнелл заснувала педіатричну лікарню, спонсоровану Радою жіночої місії Методистської єпископальної церкви.

### Америка

#### Жіночий християнський союз тверезості
Після повернення Бушнелл і Ґілкріст з Китаю обидві жінки шукали справу, за яку могли б стояти. Після розчарування своєю нещодавно заснованою американською медичною практикою пара приєдналася до Жіночого християнського союзу тверезості, WCTU. Бушнелл повернулася до свого колишнього наставника Вілларда і стала національною євангелісткою Департаменту соціальної чистоти. «Найбільша жіноча організація свого часу», WCTU відстоювала справи сім'ї та дружин і проводила кампанію за заборону алкоголю, який вважається коренем зла. Цей реформаторський рух співіснував із рухом за соціальну чистоту, який прагнув вирівняти умови гри для чоловіків і жінок, підвищуючи моральні стандарти чоловіків, а не знижуючи стандарти жінок. Бушнелл написала буклет «Засуджена жінка», в якому вона стверджувала, що «міф про жіночу чесноту лише посилив вороже правове середовище»; фемінізація чесноти не захищала жінок, а шкодила їм. У своїй роботі вона звинувачувала чоловіків, які називали себе благочестивими, але не дотримувалися біблійних стандартів поведінки.

#### Секс-рабство у штаті Вісконсін
Найбільшу увагу вона привернула своїм Вісконсінським хрестовим походом у 1888 році проти «торгівлі білими рабами». Бушнелл проігнорувала регіональну владу, яка наполягала на тому, що цього не існує, і провела самостійне розслідування, зробивши висновок, що проституція у Вісконсині є експлуатаційною та примусовою. Після того, як їй вдалося викрити систему проституції як несправедливу, було зроблено багато спроб обмовити її та вирвати її слова з контексту, звинувачуючи її у створенні «жорстокої брехні». У відповідь Бушнелл наказала всім своїм підписникам вірити лише тому, що вона сама публікує. У 1887 році штат Вісконсін ухвалив сенатський білль 46, який її прихильники ласкаво називали «біллем Кейт Бушнелл». Цей законодавчий акт встановив кримінальну відповідальність за викрадення неодружених жінок з метою проституції і навіть містив положення про жінок з психічними розладами, щоб забезпечити безпеку всіх жінок.

## Робота глобальної місії
Розчарована своєю новою славою і переконана, що її статус знаменитості відволікає людей від реформ, Бушнелл стала місіонеркою світового масштабу. За вказівками вона написала Жозефіні Батлер, досвідченішій реформаторці. Батлер закликала її поїхати до Індії, і в 1891 році Бушнелл привезла з собою свою подругу Елізабет Ендрюс. На відміну від Бушнелл, Ендрюс «з усіх сил намагалася позбутися свого упередження щодо „занепалих жінок“» і певний час відчувала труднощі у спілкуванні з повіями, з якими стикалася пара.

### Проституція в британській Індії
У 1891—1893 роках вони проводили розслідування проституції в британських таборах у колоніях. Під час візиту Бушнелл та Ендрю на початку 1890-х в Індії налічувалося близько 100 військових таборів, які перебували під контролем і у власностю Великої Британії. Оскільки в Індії була найбільша британська військова присутність — близько 1000 солдатів на полк, керівництво занепокоїлося потенційним вибухом серед солдатів через відсутність сексуальної розрядки. Коли рівень венеричних захворювань серед військовослужбовців, дислокованих в Індії, продовжував тривожно зростати, британський уряд зрозумів, що неефективно просто відвертатися від військовослужбовців, які спілкуються з повіями, особливо коли вони платили солдатам і покривали витрати на їхні постійні перекази та дорожні витрати. Таким чином, у 1864 році були прийняті Закони про заразні хвороби. Жінок, яких підозрювали у проституції чи ІПСШ, могли заарештовувати та відправляти до лікарень-замків, де їх піддавали низці травматичних переживань, описаних Бушнелл та Ендрюс так:
До цих замкових шпиталів жінок зобов'язували періодично (як правило, раз на тиждень) ходити на непристойний огляд, щоб перевірити, чи немає на кожній частині тіла слідів хвороб, які можуть передатися від них до солдатів внаслідок аморальних стосунків. Примусовий огляд сам по собі є хірургічним зґвалтуванням. Якщо жінка виявлялася хворою, її утримували в лікарні до одужання; якщо ж вона виявлялася здоровою, їй видавали дозвіл на заняття блудом і з цією метою повертали в чаклу.— Кетрін Бушнелл, Дочки королеви в Індії
Занепокоєння було пов'язане з потенційним зараженням британських військ, а не з потенційним поширенням іноземних захворювань серед корінного населення, на чому наголошують Бушнелл та Ендрюс. У 1899 році пара опублікувала книгу «Дочки королеви в Індії», повний опис своїх подорожей Індією. Натхненням для назви стало переконання місіонерів, що "сама королева не повинна схвалювати заходи, «бо в неї є власні дочки; і вона також піклується про своїх дочок в Індії». Звіт складається з описів двох реформаторок про жахливі події, що відбулися, та їхнє, здавалося б, чудесне потрапляння до місць розквартирування. Оскільки начальник гарнізону має право будь-кого вивести з гарнізону в будь-який час і з будь-якої причини, жінкам довелося діяти обережно, щоб не викликати підозр. Крім того, хоча вони ніколи прямо не брехали про свої наміри, вони також ніколи не заявляли про свою мету, дозволяючи офіцерам і жінкам, відповідальним за утримання борделів — махалдарні, припускати, що вони були там з євангельською або медичною метою, а не з метою розслідування. Зусилля жінок призвели до догани лорду Робертсу, головнокомандуючому в Індії.

### Австралія та Нова Зеландія
На початку жовтня 1892 року Ендрюс і Бушнелл вирушили з Квінсленда, Австралія, до Нової Зеландії. Вони вперше виступили в Окленді, подаючи огляд історії WCTU США та наголошуючи на поняттях поміркованості та соціальної чистоти. Починаючи з 25 жовтня, вони кілька тижнів виступали в церквах від імені Всесвітньої WCTU і дозволили президентці WCTU NZ, Енні Джейн Шнакенберґ, запросити присутніх стати членкинями місцевого Союзу, оскільки вони працювали над різними проєктами, у тому числі право жінок голосувати на національних виборах. Цілком погоджуючись із зусиллями WCTU Окленда, спрямованими на скасування Закону про інфекційні хвороби 1869 року, докторка Бушнелл «засудила глузливу традиційність суспільства, яке таврує жінок і виправдовує чоловіків». Разом вони зміцнили роботу, яку WCTU NZ виконував у боротьбі за право жінок голосувати — перемога була здобута в 1893 році.

## Книги
Подруги були співавторками двох книг про свій досвід: «Дочки королеви в Індії» та «Язичницькі раби та християнські правителі». Згодом британський уряд доручив їй вивчити торгівлю опіумом між Індією та Китаєм.

## Слово Боже до жінок
Протягом ХІХ століття жінки боролися з «репресивними тлумаченнями Біблії, які позбавляли їх влади та гідності». Кетрін Бушнелл називають найвидатнішим голосом, який проголошує Біблію визволенням жінок.
Її класична книга «Слово Боже до жінок» була вперше опублікована книжковою формою в 1921 році. На той час їй було 65 років. «Боже Слово до жінок» розпочалося як заочний курс у 1908 році. У 1916 році окремі аркуші були зшиті у два томи в паперовій обкладинці, які згодом перетворилися на видання в тканинній палітурці 1921 року. Книга викликала ажіотаж в Америці та інших країнах. Під час першої публікації вона не мала масової популярності через свій науковий зміст і нечисленність вчених, які цікавилися темою. Вона спирається на переклад давньоєврейської та грецької койне та давньоєврейської культури. Проте нині цю книгу високо оцінюють християнські егалітарні вчені. Зараз вона у відкритому доступі та доступна в Інтернеті як в електронному, так і в друкованому вигляді.
Її називають новаторським дослідженням того, що Біблія насправді говорить про жінок. Книга є кульмінацією роботи всього її життя. Вона була складена на основі однойменного заочного курсу. У ній вона проаналізувала кожен біблійний уривок, який інтерпретується як такий, що означає, що жінки є нижчими за чоловіків. Серед них були теми заборони жінкам проповідувати, обов'язкового підпорядкування своїм чоловікам, полігамії та покривання голови. Бушнел доводила, що неправильні переклади Біблії упередженими чоловіками, замість того, щоб «прискорити прихід дня Божого, перешкоджають підготовці до цього приходу».
Якщо припустити, що Біблію перекладали б тільки жінки, із століття в століття, чи є ймовірність того, що чоловіки задовольнилися б результатом? Тому у наших братів немає вагомих підстав скаржитися, якщо, визнаючи, що чоловіки зробили найкраще, що могли, ми стверджуємо, що вони не зробили найкраще, що можна було зробити. Робота була б набагато вищого порядку, якби вони спочатку допомогли жінкам вивчити священні мови (замість того, щоб чинити перешкоди на їхньому шляху), а потім дали їм місце поруч із собою в перекладацьких комітетах.— Кетрін Бушнелл, Слово Боже до жінок
Статус жінок у Святому Письмі продовжував викликати у неї сильне занепокоєння. Бушнелл вважала, що неправильні переклади були відповідальні за соціальне і духовне поневолення жінок. Як видно з наведеної вище цитати, вона була дуже «прямолінійною» у своїх писаннях. Далі вона писала, що Бог не схвалює «той закон, який ставить Єгову на другорядне місце після чоловіка в житті дружини». В іншому уривку зі своєї книги вона сміливо написала:
Якщо жінки повинні страждати від побутових, законодавчих і церковних обмежень через те, що Єва згрішила, то чи повинна Церква приховувати жахливу доктрину про те, що Христос не спокутував усіх гріхів, адже доки Церква зберігає ці обмеження, неминучий висновок у середньостатистичній свідомості буде таким самим, як у Тертуліана - Божий вирок щодо (жіночої) статі все ще залишається в силі, і вина статі також повинна залишатися в силі.— Кетрін Бушнелл, Слово Боже до жінок

## Смерть
Кетрін Бушнелл померла 26 січня 1946 року, за кілька днів до свого 91-го дня народження.